# Huaca Palao
Huaca Palao es un sitio arqueológico del Horizonte Tardío ubicado en el distrito de San Martín de Porres, en la ciudad de Lima, capital del Perú. Forma parte del complejo arqueológico del Valle del Chillón y Valle del Rímac. El sitio fue declarado como Patrimonio Cultural de la Nación en el 2000, por el Instituto Nacional de Cultura (desde el 2010 Ministerio de Cultura).
Es un patrimonio considerado en riesgo de acuerdo a un informe por parte de una mesa técnica intersectorial liderada por el Ministerio de Cultura por la presencia de residuos domésticos, desmonte de construcción y restos de quema de desechos. Asimismo, se han habilitado y tizado secciones del área intangible para actividades deportivas.

## Ubicación geográfica
La huaca Palao se encuentra situada en Lima Norte, exactamente en el distrito de San Martín de Porres, urbanización Ingeniería y límite con la urbanización Palao y Valdiviezo, colindando con los límites de la provincia Constitucional del Callao. 
Está situada en el valle del río Chillón, colindante con el río Rimac, en la costa central de Perú, a pocos kilómetros al norte del centro de Lima, capital del Perú y a unos 25 km del océano Pacífico.

## Cronología
Las ocupaciones en el Complejo del valle Chillón datan del periodo Intermedio Temprano con la cultura Lima. Posteriormente, en la etapa del Intermedio Tardío se edificó la huaca Palao, cuyo centro tuvo fines políticos, económicos y religiosos. Luego, durante el Horizonte Tardío es notoria la ocupación inca del valle, ello a través de un análisis de las estructuras arquitectónicas características de tal cultura. Con la llegada de los españoles, se inicia la etapa colonial donde ocurre una gran desaparición de la población aborigen en Lima. Instaurada la República en el Perú, se inicia en el siglo XX una expansión urbana en la ciudad limeña, donde todo espacio empieza a ser punto potencial de vivienda. Tal expansión se intensifica con la serie de migraciones a Lima desde otras provincias durante las décadas de los 50 y los 60. Lamentablemente, durante gran parte del siglo XX hubo una ausencia de testimonios arqueológicos en la ciudad, es decir, no habían sido declarados gran parte de estos. Es en el año 2000 cuando el Instituto Nacional de Cultura (desde el 2010 Ministerio de Cultura) declara a Palao como Patrimonio Nacional de la Nación. Se han destinado fuerzas estatales y ciudadanas hacia su cuidado y conservación desde esa declaración.

## Historia

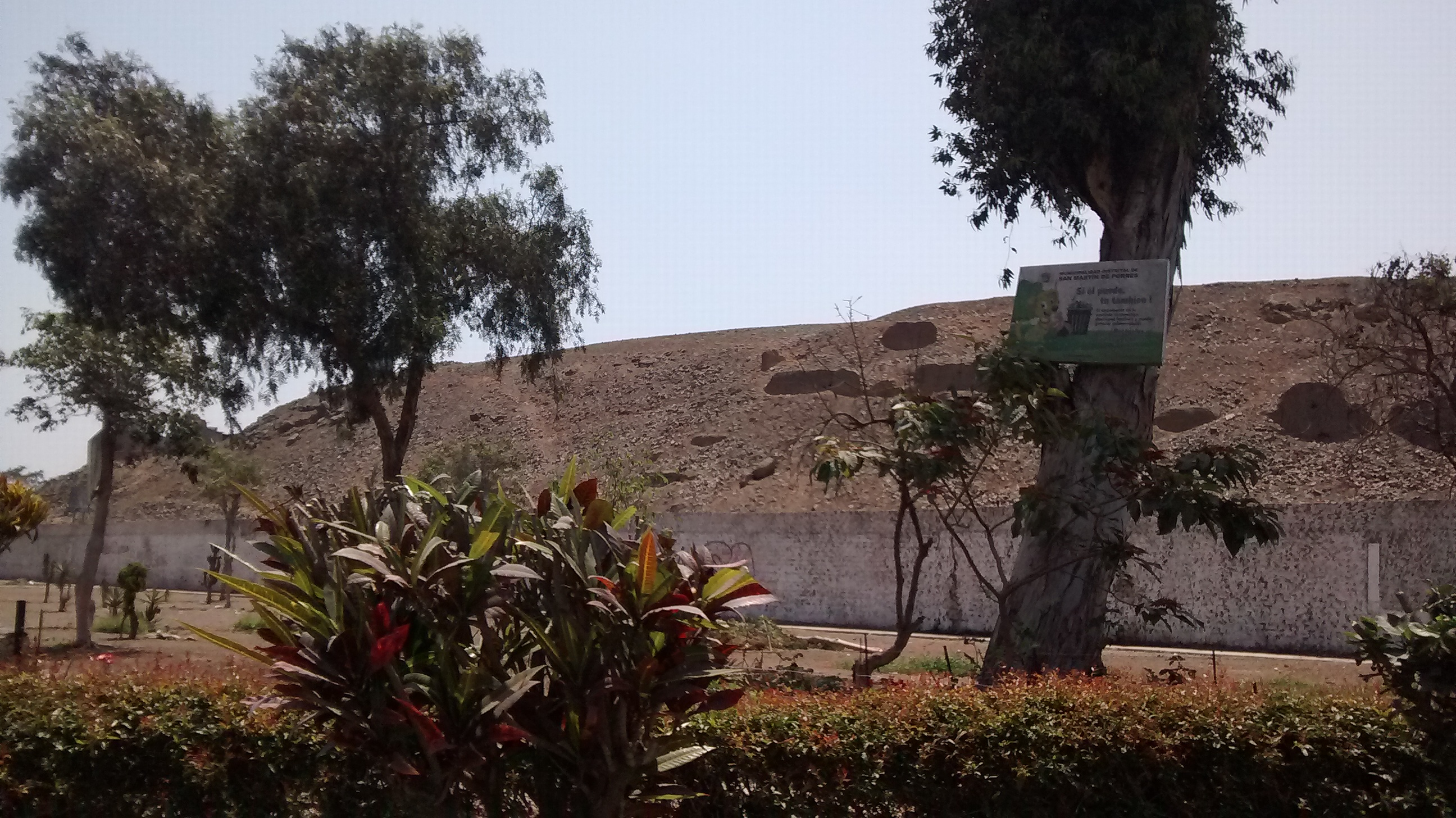
Cerco que limita la colina en la cual encontramos la Huaca Palao

Durante el Intermedio Temprano, la cultura Lima abarca esta zona, con los cambios socioculturales ocurridos durante las etapas anteriores.
Durante el Horizonte Tardío, se da la ocupación de la cultura Inca, cuando Túpac Yupanqui derrotó al señorío Colli, ubicado en el distrito de Comas, tras lograr un avance hacia el Chillón con apoyo de los yauyos.
En 1979, un grupo de vecinos liderados por Manuel Zevallos Flores y respaldados por el Instituto Nacional de Cultura del Perú (INC) iniciaron la construcción de un cerco perimétrico. Este fue terminado el 31 de agosto de 1981 y se conformó el Comité de la Cuarta Cuadra del Jirón Nicolás de Piérola con el objetivo de preservar el yacimiento arqueológico.

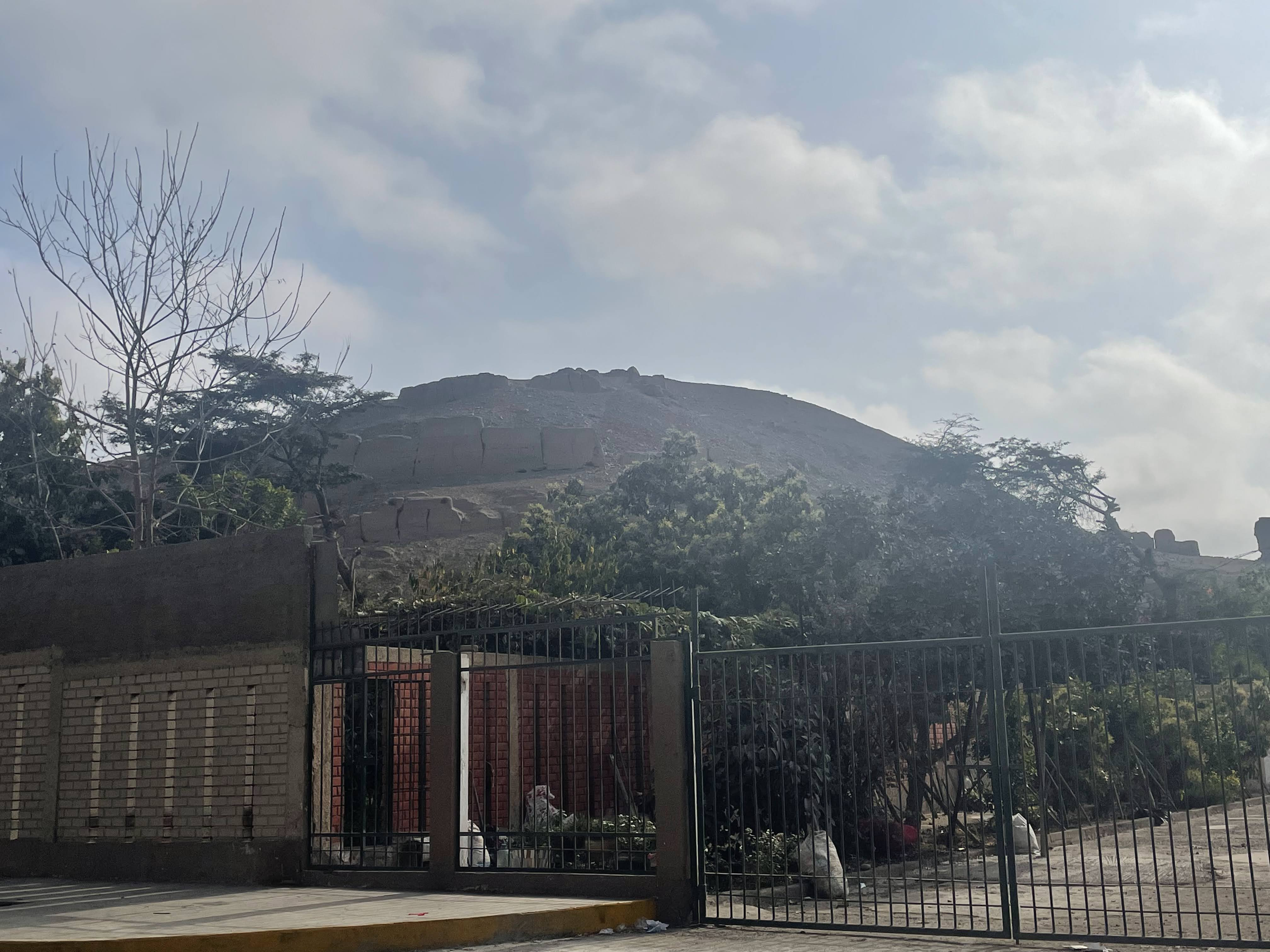
Cerco que rodea la huaca Palao.

En 2009, se derribó parte del cerco perimétrico con maquinaria pesada. El hecho fue reportado y posteriormente representantes de la Policía Nacional, la Municipalidad de San Martín de Porres, el INC y la congresista Cenaida Uribe fueron a verificar los hechos comprometiéndose a resguardarlo.
En 2010, un grupo de individuos volvió a derribar parte del cerco perimétrico buscando tomar posesión del terreno. La respuesta de la Policía Nacional llamada por los vecinos logró proteger el lugar.
Gracias a la gestión de los vecinos, se pudo recuperar en parte el 2020 y no ser víctima de su completa desaparición y abandono con el cual se ha tenido que lidiar en el pasado.

## Descripción

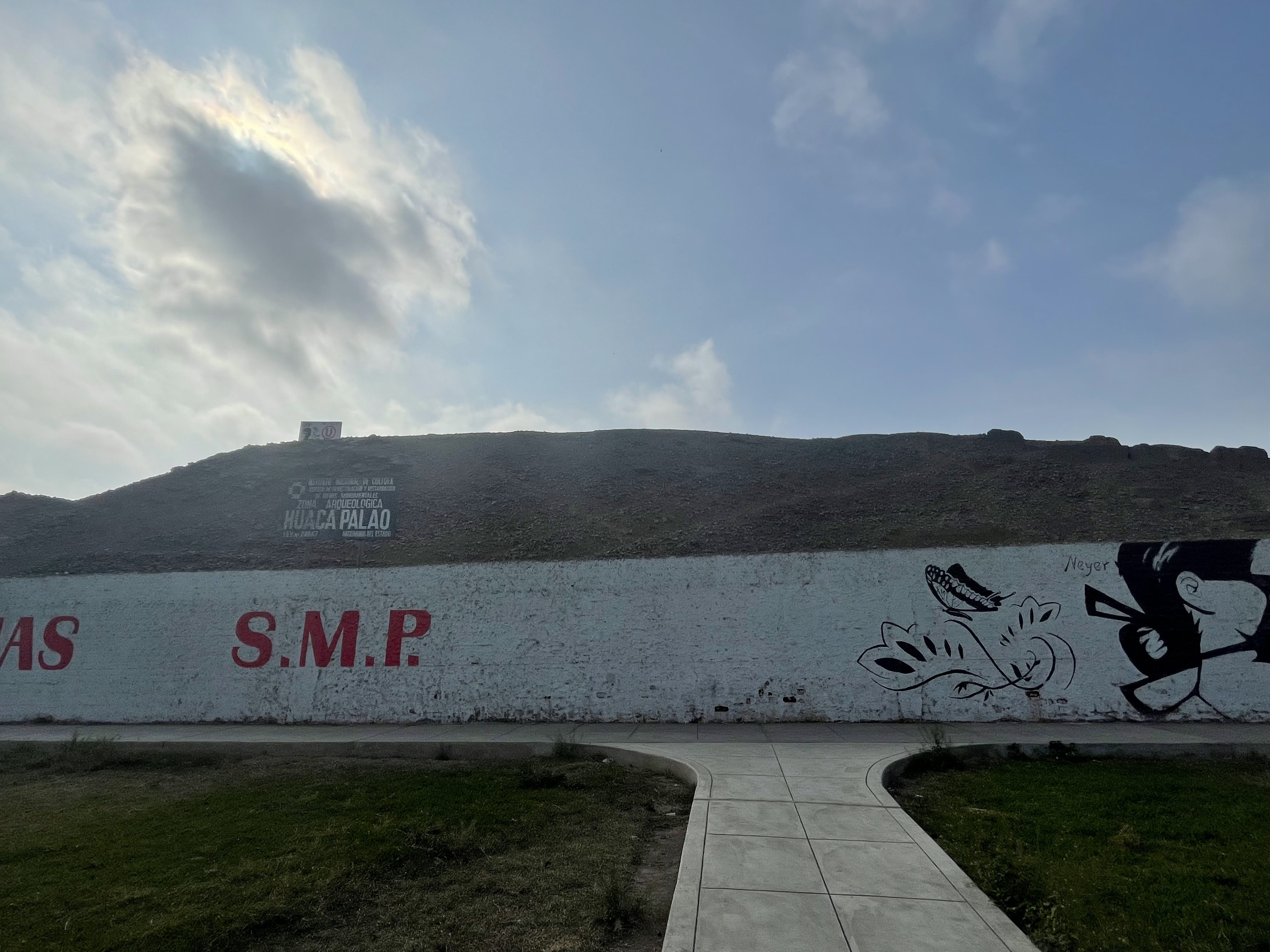
Cerco con el nombre del distrito donde se ubica la huaca Palao, S.M.P.

Fue utilizada por los antiguos habitantes de la costa peruana como centro político, económico y religioso. Según las intervenciones logradas, la huaca Palao es un conjunto residencial que contiene calles, muros divisorios, un cementerio y una gran muralla de tapiales de barro y piedra. El mismo, se ha edificado sobre una colina natural, modificada mediante la construcción de plataformas y muros de contención, hay excavaciones en las cuales se han encontrado el uso de la técnica del tapial. Su empleo se debe a la facilidad que posee para conservarse en medio del ambiente árido y de escasa pluviosidad de la región costeña. Por ende, este estilo es compartido por sitios arqueológicos que conforman el valle del Chillón, como Cerro Culebra y la huaca Palao.
Corresponde al periodo denominado Horizonte Tardío, lo que la hace contemporánea a la ocupación de la costa central por los Incas.
Los restos arqueológicos se alzan sobre una colina natural, la cual se ha ido modificando por las construcciones elaboradas de terrazas y muros. Al encontrarse cercanos al mar,y en valles costeros, la zona permitía que los asentamientos del lugar tengan acceso a una variedad de recursos marinos y agrícolas.
Se estima que debió tener importancia en la época prehispánica, y muy posiblemente desde el proceso de extirpación de idolatrías en la época de la Colonia. En el sitio arqueológico se puede observar en la cima una cruz cristiana que se baja para las celebraciones religiosas durante el mes de mayo, en actividades organizadas por los vecinos del lugar.

## Investigaciones
Los trabajos arqueológicos, sólo se han limitado a excavaciones menores y encontrando material de superficie, que está constituido por la arquitectura y muestras de fragmentos de cerámica, huesos y otros. El arqueólogo Rogger Ravines  es el único que hace un inventario en 1985 de varios recintos arqueológicos en Lima junto al Instituto Nacional de Cultura del Perú y la Municipalidad Metropolitana de Lima.

## Estado de Conservación
El estado de conservación de Palao es reflejo del trato otorgado a los complejos arqueológicos en la ciudad de Lima, donde la gran cantidad de estos sitios hace que su protección, administración y transformación en recursos de desarrollo constituyan desafíos no solo para el Estado, sino para toda la ciudadanía. Lamentablemente, muchos de estos sitios se hallan desprotegidos y cubiertos de montículos de basura.
Se ha afirmado que desde la década de 1940 se ha registrado el eclipse de alrededor de 131 sitios arqueológicos en la ciudad limeña. Sin embargo, una observación es que tales datos están basados en información publicada o declarada, por lo que se estima que el número total de sitios desaparecidos debe ser mucho mayor. Igualmente, la permanente dinámica de movimientos migratorios (inmigraciones y emigraciones) a lo largo de la historia de Lima, ha impedido que haya un sólido vínculo cultural de ancestralidad con dichos monumentos.
Tal es el caso de Palao, donde a pesar de estar cercado, es notable la falta de preocupación por su conservación. Pues, se dan casos de invasiones, arrojo de basura y desmonte, entre otras actividades humanas de esa índole. 
Desde 1970, se ha hecho visible la pérdida de bienes patrimoniales en aproximadamente un 60%, cifra que excede al descenso que hubo en la etapa virreinal. En concordancia, se ha observado que desde 1980, han desaparecido de manera total o parcial una mayor cantidad de testimonios arqueológicos que en los 4 siglos y medio posteriores a la conquista.